# Gare de Berlin Innsbrucker Platz
La gare de Berlin Innsbrucker Platz est une gare ferroviaire allemande située à Berlin sur le Ringbahn. Elle est établie dans le quartier de Friedenau à la limite du quartier de Schöneberg où elle est en correspondance avec la ligne 4 du métro de Berlin, près de la place qui lui a donné son nom.

## Histoire
Le Ringbahn traverse cet endroit depuis 1877 mais une gare n'a été ouverte que le 1er juillet 1933. Il s'agit de la plus gare la plus récente du Ringbahn. À part une interruption momentanée en avril/mai 1945 à la fin de la Seconde Guerre mondiale, elle a constamment été en service jusqu'au 31 mai 1972. À cette date, la construction de la Bundesautobahn 100 et des travaux sur la Innsbrucker Platz ont empêché la bonne circulation des trains jusqu'au 30 septembre 1979. Tout de suite après est survenue la grande grève de 1980 du S-Bahn berlinois qui a paralysé la circulation et le transport de personnes vers cette station n'a plus été repris ensuite. Il a fallu attendre la réunification allemande et la rénovation subséquente des lignes de chemin de fer berlinois pour une réouverture de la gare le 17 décembre 1993.

## Service des voyageurs

### Accueil
La gare ne possède qu'une entrée sur sa partie est, avec un escalier et un ascenseur qui donne sur l'Innsbrucker Platz et la station de taxi ou sous le pont sur la Hauptstraße.

### Desserte
La gare est desservie par des trains des lignes S41, S42 et S46 du S-Bahn de Berlin.

### Intermodalité

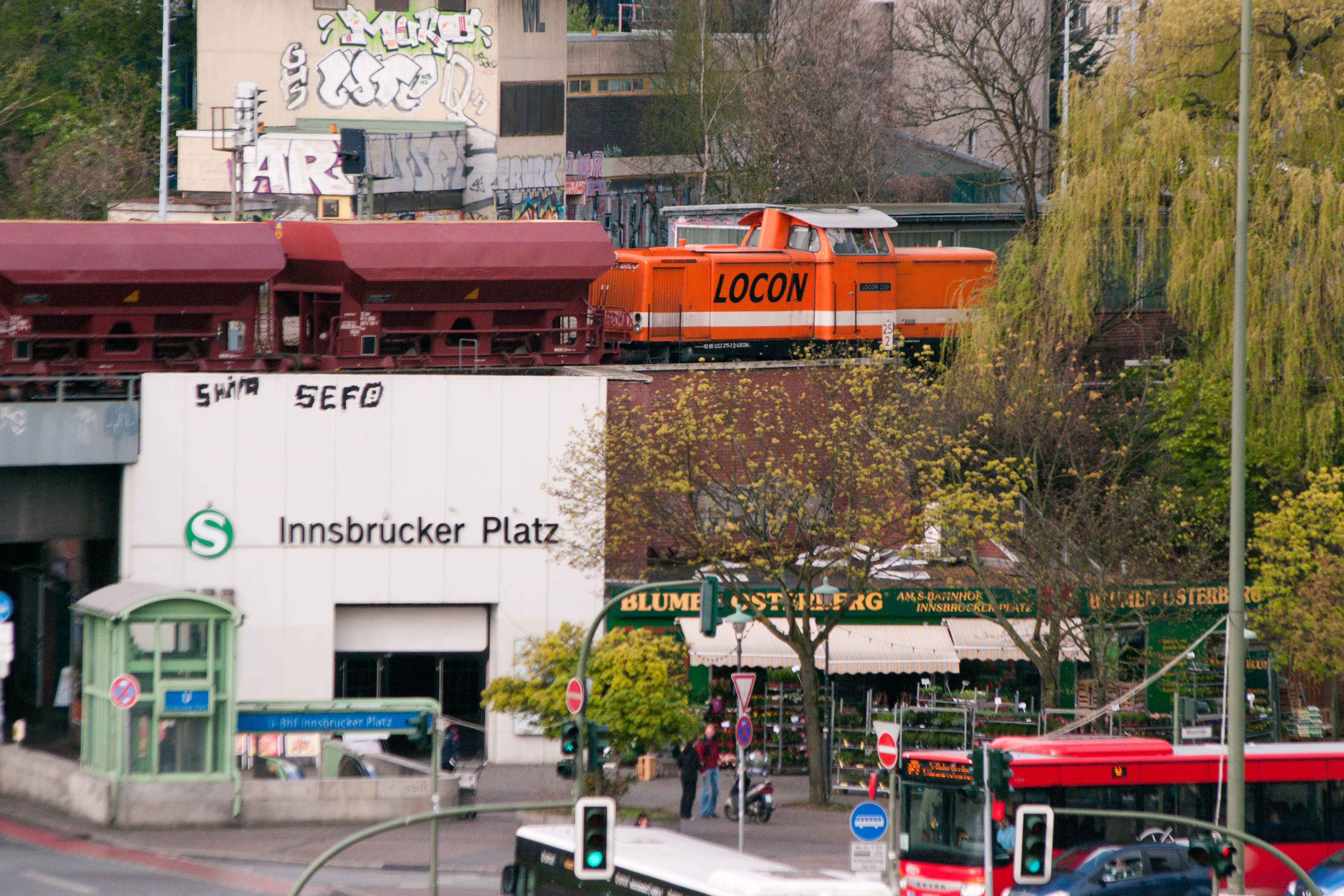
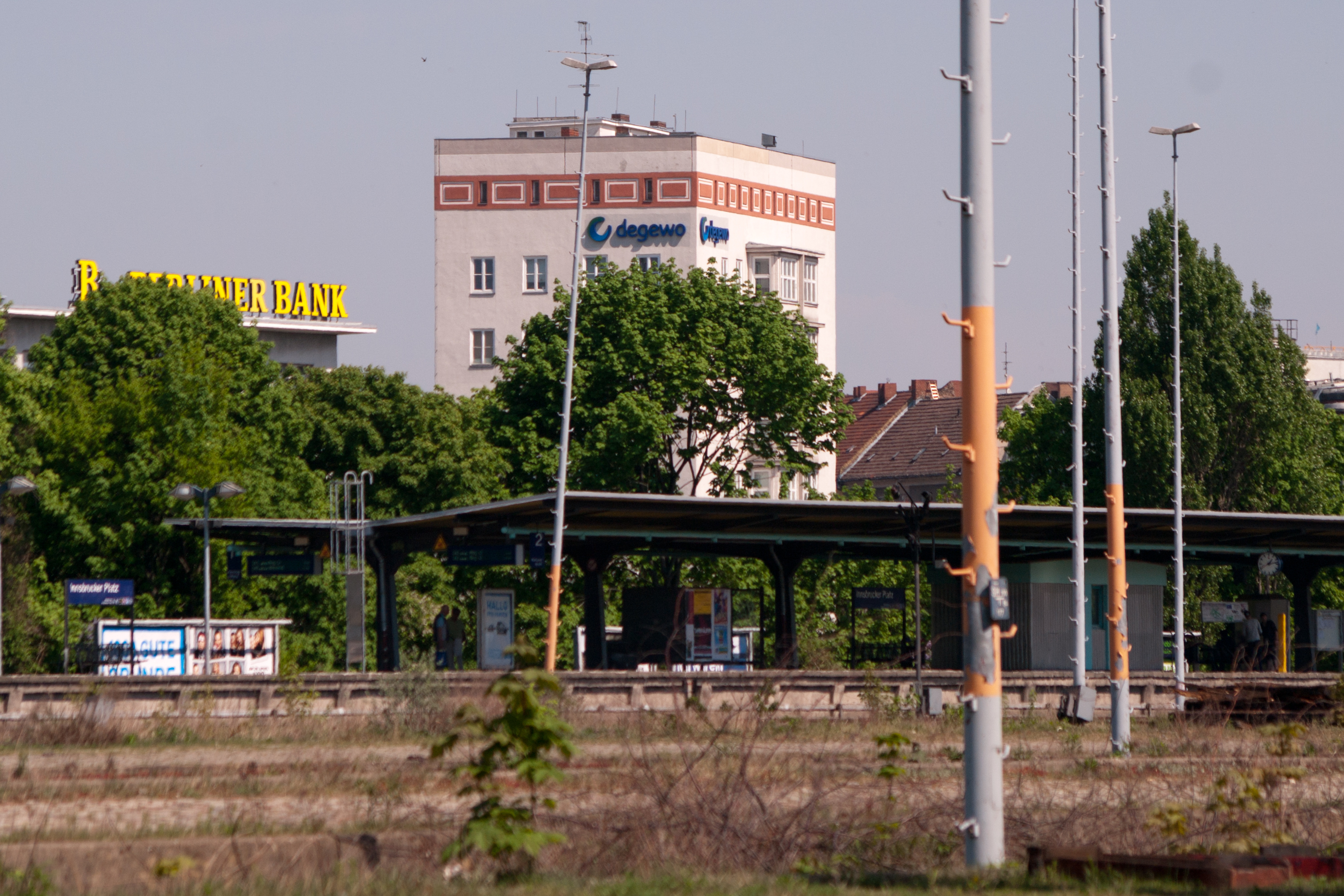
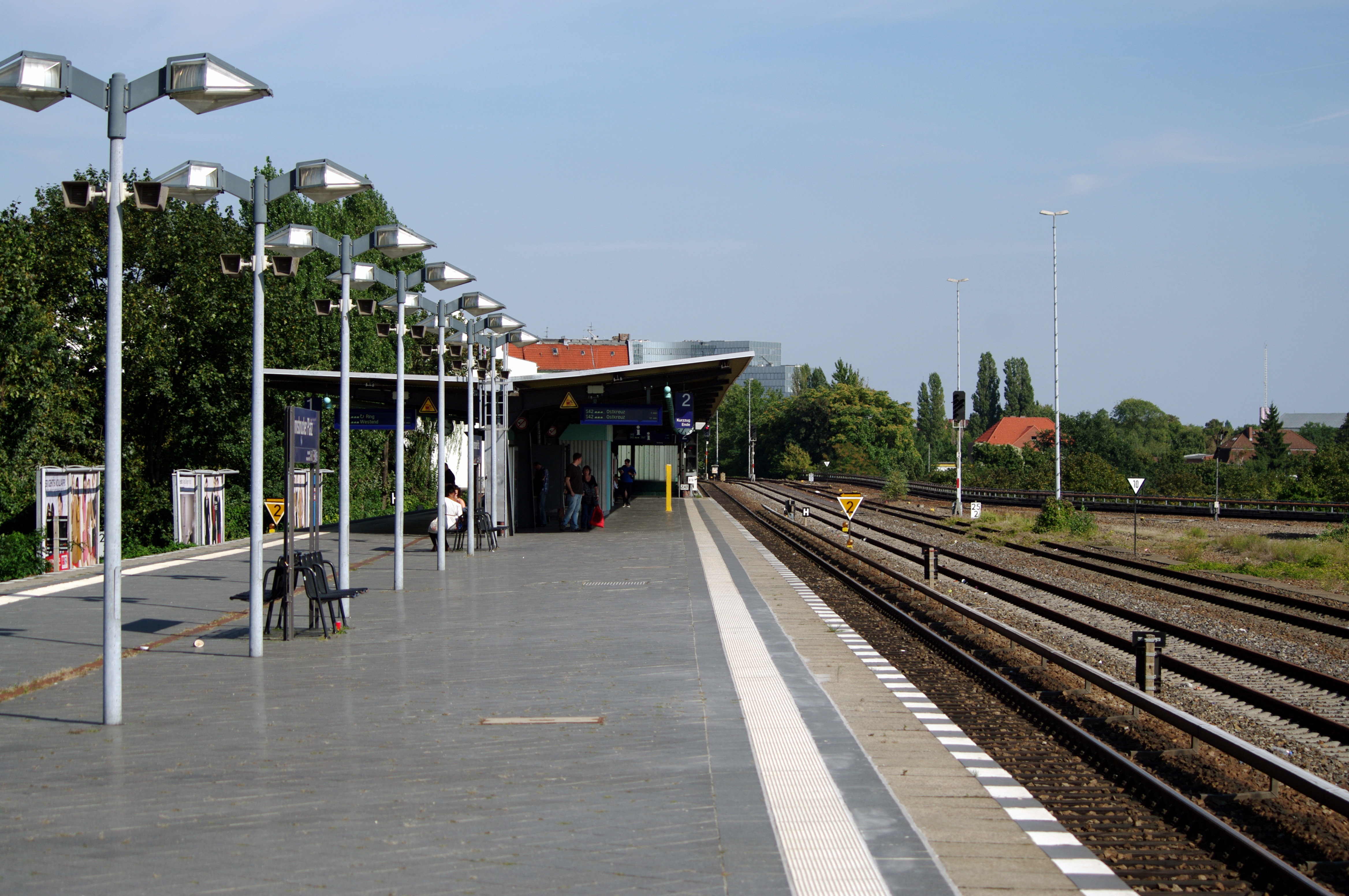
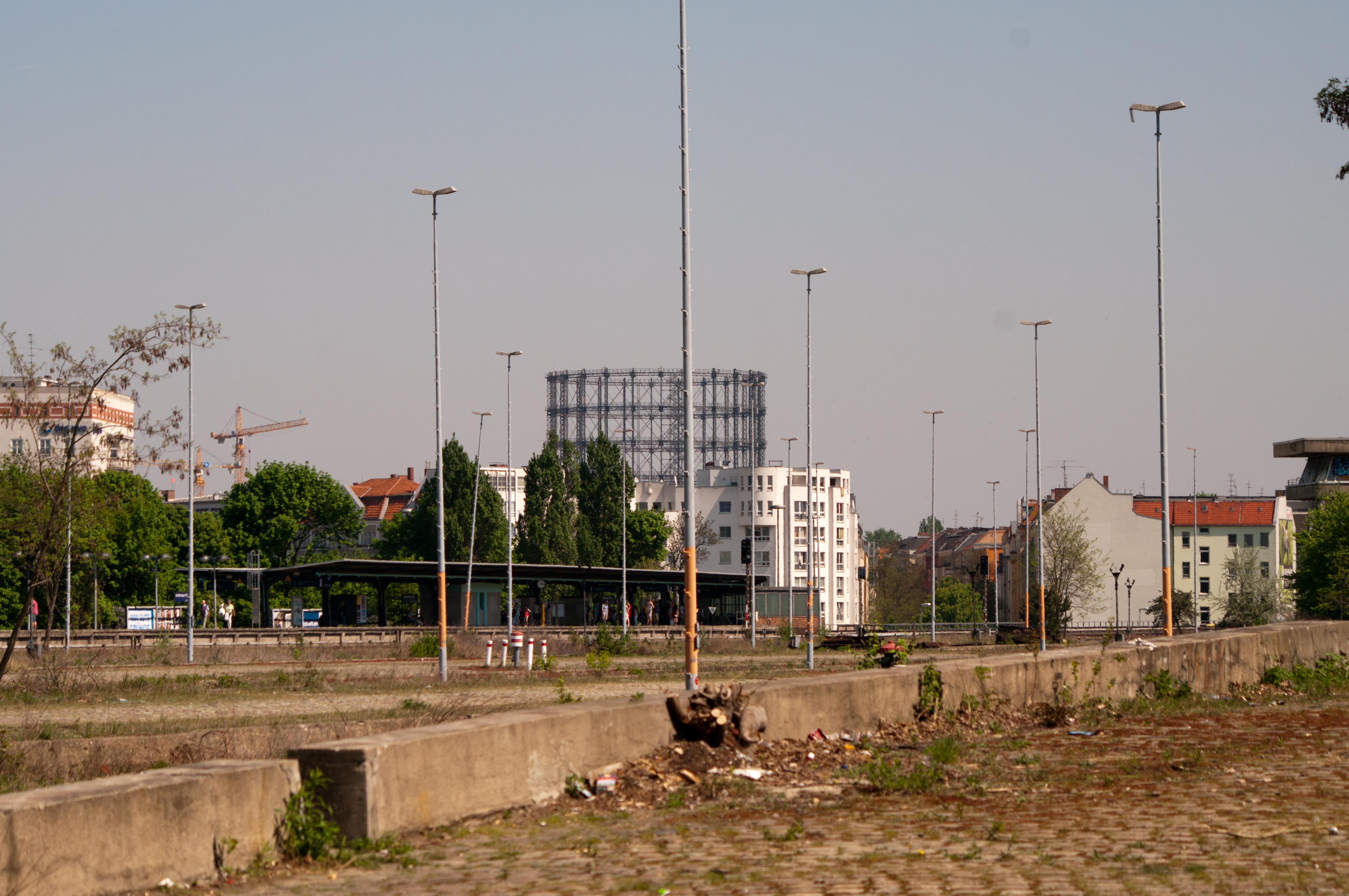
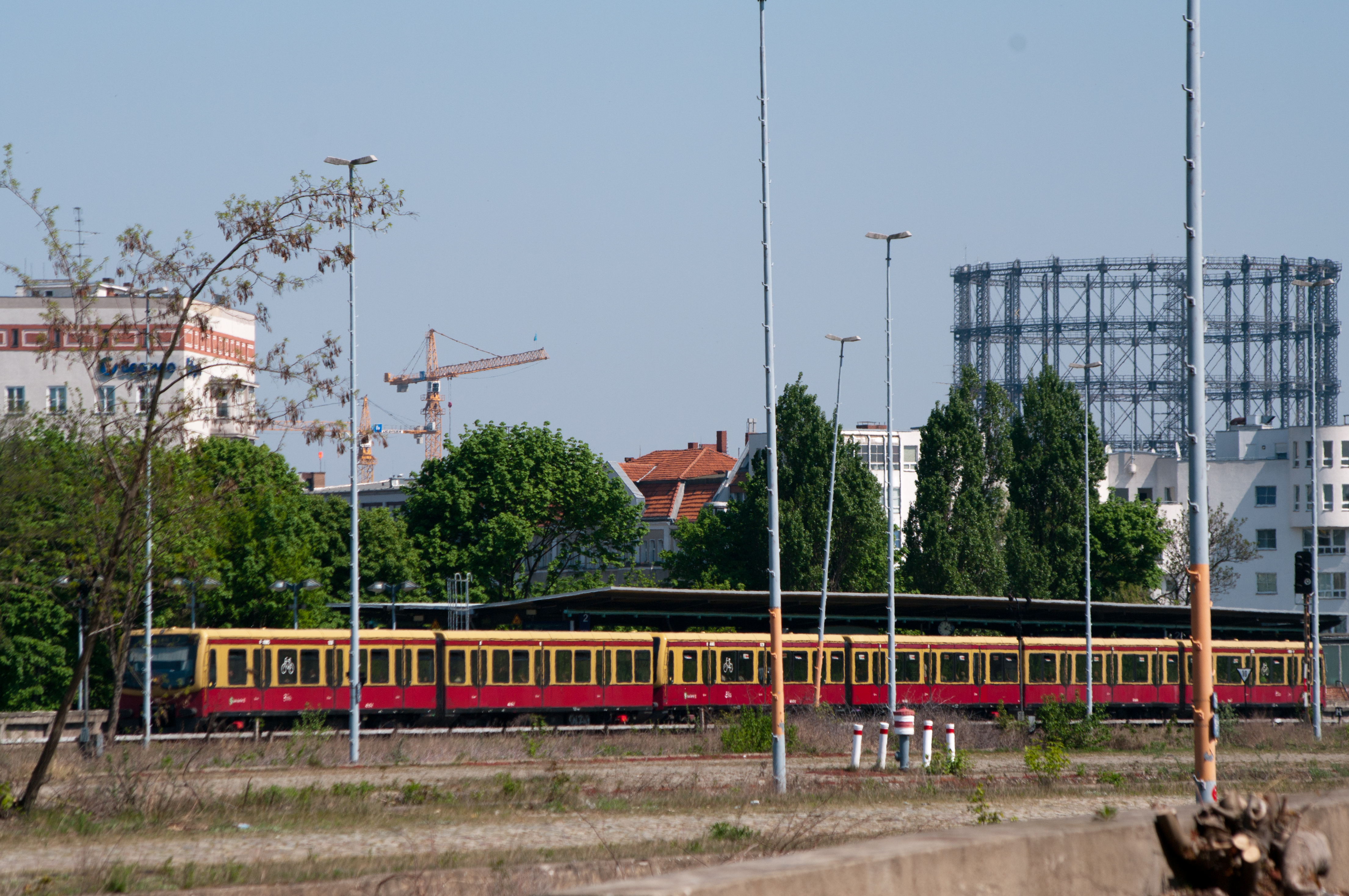
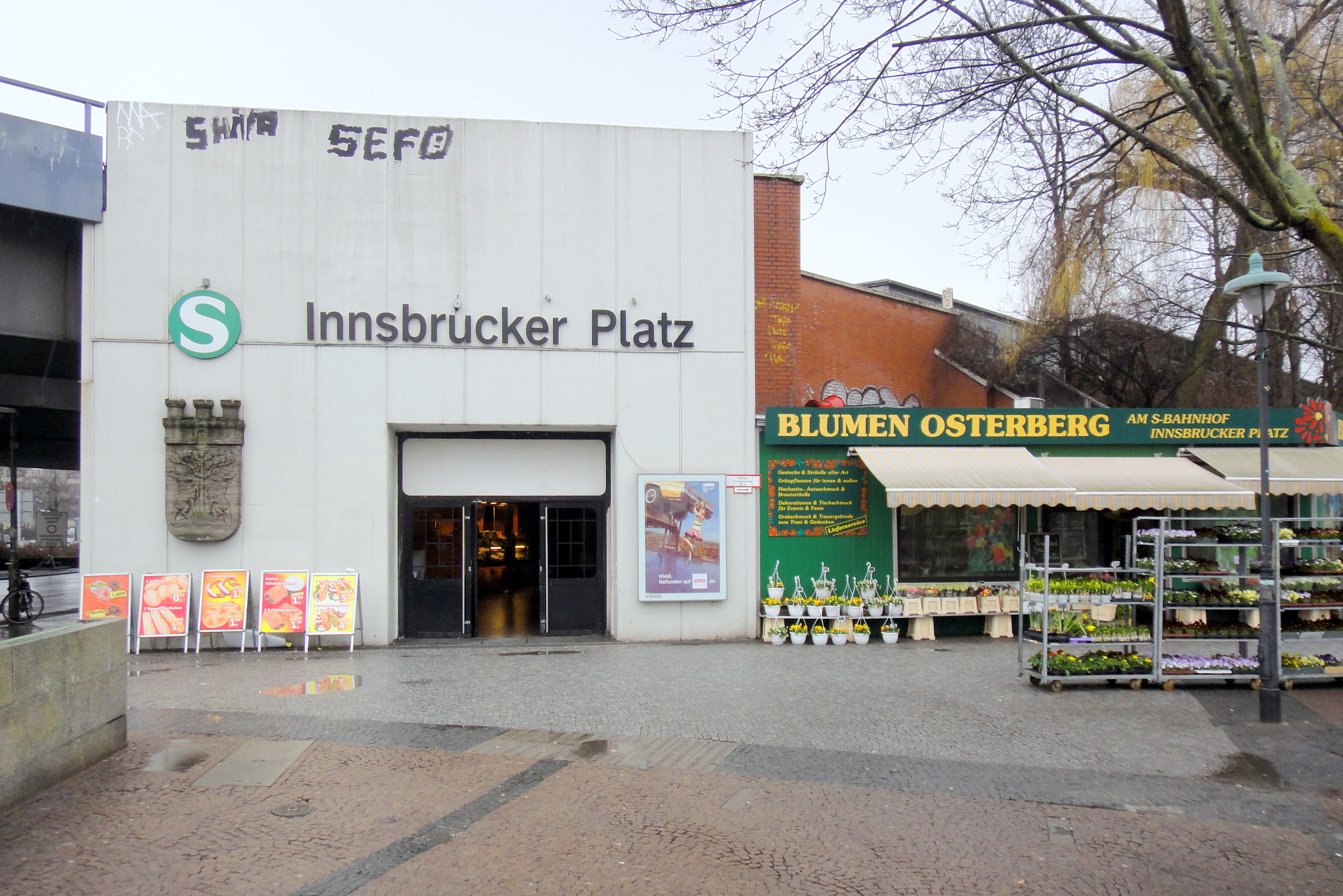